# Амалгайд мак Эндай
Амалгайд мак Эндай (др.‑ирл. Amalgaid mac Éndai; умер в 603) — король Мунстера (не позднее 596—603) из рода Эоганахтов из Айне.

## Биография
Амалгайд был одним из сыновей Энды мак Кримтайнна. Его прадедом был Над Фройх, правивший Мунстером в V веке. Об этом упоминается в средневековых ирландских генеалогиях, в том числе, находящихся в «Мунстерской книге». Резиденция правителей Эоганахтов из Айне располагалась вблизи современного селения Кнокани (в графстве Лимерик). Септ, к которому принадлежал Амалгайд, назывался в честь его отца Уи Энда.
Преемственность и хронология правлений королей Мунстера V—VI веков из-за противоречивости свидетельств средневековых исторических источников точно не установлена. В ирландских анналах и в «Лейнстерской книге» Амалгайд мак Эндай и его брат Гарбан названы правителями Мунстера. В «Анналах Тигернаха» самое раннее свидетельство об обладании Амалгайдом королевским титулом датировано 596 годом. Также до нашего времени сохранилось написанное поэтом середины VII века Луккретом мокку Херай стихотворение, прославляющее короля Амалгайда и его предков. Однако в трактате «Laud Synchronisms» и ирландской саге «История обнаружения Кашела» ни Амалгайд, ни Гарбан не упоминаются. Мунстерским правителем конца VI века в этих источниках назван скончавшийся в 590 или 593 году Федлимид мак Тигернайг из рода Ратлендских Эоганахтов. На основании этих данных предполагается, что Мунстером в 580-е—590-е годы могли одновременно править несколько лиц (Федлимид мак Кайрпри Круймм, Федлимид мак Тигернайг, Амалгайд мак Эндай и его брат Гарбан), но их взаимоотношения между собой не могут быть установлены из-за отсутствия достаточного числа источников.
В анналах о событиях в Мунстере в конце VI — начале VII веков почти ничего не сообщается. Кроме свидетельств о смертях мунстерских монархов, в этих источниках упоминается только о поражении, нанесённом королём Ульстера Фиахной мак Баэтайном мунстерцам в 597 году в сражении при Слиаб Куа (современном Кнокмалдауне). Предполагается, что война между двумя королевствами могла быть спровоцирована притязаниями короля Фиахны на титул верховного короля Ирландии и намерением ульстерского правителя установить свою гегемонию над отдалёнными от его владений землями острова.
О дате смерти Гарбана мак Эндая сведений в средневековых источниках не сохранилось. Кончина же Амалгайда мак Эндая в «Анналах Тигернаха» датируется 601 годом, а современными историками — 603 годом. Следующим после него королём Мунстера был Финген мак Аэдо Дуйб из Кашелских Эоганахтов.
Амалгайд мак Эндай и его брат Гарбан — первые мунстерские правители из рода Эоганахтов из Айне. Сын Амалгайда Куан также как и его отец владел престолом Мунстера.